# Alaksandu
Alaksandu (... – post 1280 a.C.) è stato un sovrano dell'inizio del XIII secolo a.C. della città Arzawa di Wilusa, identificata oggi con la Troia dell'epopea omerica.

## Il trattato con Muwatalli II
Di questo sovrano è giunto a noi il trattato di alleanza e vassallaggio stipulato con il sovrano ittita Muwatalli II nel 1280 a.C., con cui la città di Wilusa, posta nell'estremo Nord-Ovest anatolico, sullo stretto dei Dardanelli, si riconosceva e riconfermava vassallo ittita, facendo riferimento a circa cinque secoli di amicizia e leale sudditanza.
Il contesto del trattato , ci fa ipotizzare che Alaksandu fosse già sovrano di Wilusa all'ascesa di Muwatalli al trono ittita nel 1295: "...quando mi sono seduto sul trono di mio padre tu, Alaksandu, mi sei rimasto leale..." ; va anche rimarcato come alcuni passaggi paiano indicare che questi potesse essere il successore legittimo del re Kukunni a noi noto dai tempi di Šuppiluliuma I (in tal caso lo stesso Kukunni avrebbe regnato tantissimo su Wilusa, all'incirca almeno dal 1340 al 1300-1295), se non addirittura il figlio, dal momento che secondo le ultime ricostruzioni di un passaggio assai frammentario pare di leggere, con riferimento alla successione a Kukunni, la parola padre . Appare tuttavia pure evidente che per poter salire o restare sul trono Alaksandu abbia poi avuto necessità dell'intervento ittita, in quanto qualcuno, di cui non si specifica nella parte giunta a noi l'origine, lo aveva detronizzato.

## La lettera di Manhapa-Tarhunta
Per la coincidenza cronologica pare lecito ricollegare la vicenda a quella narrata nella cosiddetta Lettera di Manhapa-Tarhunta ove si fa riferimento, durante il regno di Muwatalli II, ad una presa armata di Wilusa da parte di un certo Piyama-Radu alleato di Ahhiyawa; colui che scrive a Muwatalli è Manhapa-Tarhunta, il re di un altro regno Arzawa, la Terra del fiume Seha, e gli comunica che la città di Wilusa, recentemente occupata appunto da Piyama-Radu, è stata liberata dall'esercito ittita ed ora è di nuovo sotto il controllo imperiale. 
Lo scenario desumibile è che Alaksandu, insediato su Wilusa, sia stato coinvolto in una ribellione di alcuni territori Arzawa fomentata da Ahhiyawa (che sarebbe stata spalleggiata o meno dalla popolazione wilusiana), e che sia stato detronizzato da Piyama-Radu; rivoltosi a Muwatalli per chiedere soccorso, avrebbe poi beneficiato della riconquista della città da parte dell'esercito imperiale venendovi nuovamente appuntato sul trono; datando gli studiosi il Trattato di Alaksandu a circa il 1280, esso pare costituire la naturale conclusione della vicenda: il re ittita Muwatalli II ha ristabilito il controllo sulla città dei Dardanelli e vi ha appuntato di nuovo il sovrano vassallo, Alaksandu appunto.

## La guerra di Troia
È chiaro come l'episodio narrato nella Lettera di Manhapa-Tarhunta e poi ripreso dalla successiva Lettera di Tawagalawa  sia da un punto di vista storico di una rilevanza minima, una delle tante rivolte o scaramucce armate di questo periodo storico in Anatolia; è pur vero d'altra parte che il contingente che occupò Wilusa sotto Piyama-Radu aveva quantomeno l'appoggio degli Ahhiyawa, se non era addirittura stato fornito da loro direttamente, e che pertanto in questa disputa armata, svoltasi attorno al 1280 , furono coinvolti Wilusiani/Troiani da un lato ed Ahhiyawa/Achei dall'altro.
È quanto di più storicamente simile alla guerra di Troia sia giunto fino a noi.
Alcuni studiosi tra i quali Bryce e Latacz fanno notare come Alaksandu sia la forma ittita/luvia usata per rendere il nome greco Alexandros, secondo nome del Paride omerico ; in tal modo si cerca quasi di stabilire un'ulteriore connessione tra l'episodio della presa di Wilusa e l'epica guerra di Troia narrata da Omero.
Nella fattispecie, tuttavia, l'eventuale identificazione di Alaksandu con Paride è poco proponibile perché sarebbe storicamente capovolta: Paride, figlio di Priamo, è un principe troiano che perde la città alla fine della narrazione omerica per la conquista dei greci/Ahhiyawa; Alaksandu, viceversa, grazie all'apporto ittita conquista (o riconquista) il trono della città.

## Wilusa e gli Ittiti
Di Alaksandu, dopo il trattato, non abbiamo alcun altra notizia; sono giunti a noi solo altri due nomi di sovrani di Wilusa: Kukunni, sovrano vassallo ittita ai tempi di Šuppiluliuma I (circa 1340 a.C.) e Walmu, citato nella Lettera di Millawata , datata circa al 1220 a.C. ca., probabilmente del casato di Alaksandu, anch'egli vassallo ittita, scacciato temporaneamente dal trono e reinstallato da Tudhaliya IV.
Wilusa rimase in orbita ittita fino alla fine sia del mondo Arzawa che dell'impero ittita, arrivata attorno al 1180 a.C. per mano dei Popoli del Mare.